# 韩侯祠
韩侯祠位于中国江苏省淮安市淮安区淮城街道瞻岱社区镇淮楼东路13号，纪念汉初淮阴侯韩信。祠原在今马头镇，明万历年间因水患迁至府城。清康熙年间重修。有大殿、中殿、前殿。祠内对联包括：“生死一知己，存亡两妇人。”“奠数千里长淮，神留桑粹；开四百年帝业，功冠萧曹。”

## 保护
2003年3月26日，韩侯祠列为第二批淮安市文物保护单位。